# Берёзки (Чеховский район)
Берёзки (ранее Чехов-11) — посёлок сельского типа в Чеховском районе Московской области, в составе муниципального образования сельское поселение Любучанское (до 29 ноября 2006 года входил в состав Любучанского сельского округа), посёлок связан автобусным сообщением с райцентром и соседними населёнными пунктами.

## Население
| 2002 | 2006 | 2010 |
| ---- | ---- | ---- |
| 306  | ↗316 | ↘297 |

## География
Берёзки расположены примерно в 10 км (по шоссе) на север от Чехова, на безымянном правом притоке реки Рожайка (правый приток реки Пахры), высота центра деревни над уровнем моря — 180 м. На 2016 год в Берёзках зарегистрирован
1 гск.